# منوچهر پرتو
منوچهر پرتو(۱۳۰۲–۱۳۶۸) سیاستمدار و حقوقدان ایرانی، سناتور و وزیر دادگستری در  دوران پهلوی بود.
وی پس از اخذ درجه لیسانس در رشته قضایی از دانشکده حقوق دانشگاه تهران خدمت قضایی خود را در وزارت دادگستری شروع کرد.
مدتی در آبادان و تهران به دادیاری و بازپرسی اشتغال داشت. بعداً به معاونت بازرسی کل کشور منصوب شد. در وزارت دکتر هدایتی به دادستانی تهران رسید. در این مقام محکم و جدی کار کرد. مدام با رئیس و سایر مقامات شهربانی کشمکش داشت. بعد به دادستانی دیوان کیفر منصوب شد و زمانی هم دادیار دیوان عالی کشور بود. در ۱۳۴۵ به معاونت پارلمانی وزارت دادگستری معرفی شد و پس از کنار رفتن جواد صدر، وزیر دادگستری گردید و تا ۱۳۵۳ در آن سمت باقی ماند. پرتو پس از مدتی کوتاه سناتور انتصابی شد. پس از اتمام دوره سنا در ۱۳۵۴، کاری به او ارجاع نشد؛ و در ۱۳۶۸ در اروپا در بیماری درگذشت. پرتو مدت یکسال به دعوت دولت آمریکا از سازمان‌های قضایی و زندان‌های این کشور دیدن نمود و چند بار به نمایندگی دولت ایران در کنفرانس‌های بین‌المللی شرکت کرد.